# Katherina Lange
Katherina Lange (* 10. März 1963 in Weimar) ist eine deutsche Schauspielerin.

## Leben und Wirken
Katherina Lange, Tochter der Schauspielerin und Theaterregisseurin Irmgard Lange, hatte nach ihrem Studium an der Hochschule für Schauspielkunst „Ernst Busch“ Berlin  Theater-Engagements am Schauspielhaus Chemnitz, am Staatsschauspiel Dresden und Frankfurt am Main. Sie arbeitete dabei unter der Regie u. a. von Frank Castorf, Albrecht Hirche, Wolfgang Engel, Amélie Niermeyer, Jürgen Kruse, Hans Hollmann, Peter Eschberg und Lars-Ole Walburg.
Ihre Spielstätten waren und sind u. a. das Theater Basel, das Berliner Schiller-Theater, das Schauspiel Frankfurt und das Deutsche Schauspielhaus Hamburg, des Weiteren in der Volksbühne Berlin und in der Berliner Bar jeder Vernunft.
2006 war sie unter der Regie von Volker Kühn mit dem Ein-Personen-Stück Das kunstseidene Mädchen zu sehen, das über 150 mal im Berliner Renaissance-Theater aufgeführt wurde.
Katherina Lange lebt in Berlin und war bis zu seinem Tod mit dem  Autor, Fernseh- und Theaterregisseur Volker Kühn verheiratet.

## Auftritte (Auswahl)

### Bühne

#### Soloprogramme
- Das kunstseidene Mädchen von Irmgard Keun (Bühnenfassung: Gottfried Greiffenhagen; am Klavier: Nikolai Orloff; Regie: Volker Kühn)

- Das Wunderkind von Volker Kühn (Musik: Friedrich Hollaender; am Klavier: Ulrich Jokiel; Regie: Volker Kühn)

#### Theater-Rollen (Auswahl)
- Aischylos

- Sieben gegen Theben. Regie: Jürgen Kruse; Rolle: Ismene. Salzburger Festspiele
- Alan Ayckbourn

- Things we do for Love. Regie: Dietmar Pflegerl; Rolle: Nikki. Renaissance-Theater Berlin
- Frohe Feste. Regie: Antoine Uitdehaag; Rolle: Marion. Zus. mit Katherina Lange, Guntbert Warns, Julia Sternberger, Thomas Limpinsel, David Bennent. Renaissance-Theater Berlin
- Thomas Bernhard

- Heldenplatz. Regie: Peter Eschberg; Rolle: Anna. Schauspiel Frankfurt/M.
- Bertolt Brecht / Kurt Weill

- Die Dreigroschenoper. Regie: Hans Hollmann; Rolle: Polly. Schauspiel Frankfurt/M.
- Die Dreigroschenoper. Regie: Gertrud Elisabeth Zillmer; Rolle: Polly. Staatsschauspiel Dresden
- Euripides / Ue. Walter Jens

- Der Untergang. Regie: Lars-Ole Walburg; Rolle: Helena. Theater Basel
- Georges Feydeau

- Der Floh im Ohr. Regie: Günther Gerstner; Rolle: Lucienne Homenides. Schauspiel Frankfurt/M.
- Gelman

- Sinulja. Regie: Gerhard Meyer; Rolle: Sinulja. Städt. Theater Karl-Marx-Stadt
- Johann Wolfgang von Goethe

- Faust 2. Regie: Wolfgang Engel; Rolle: Helena. Staatsschauspiel Dresden
- Stella. Regie: Wolfgang Engel; Rolle: Stella. Staatsschauspiel Dresden,  (anschl. Deutschland-Tournee)
- Torquato Tasso. Regie: Jürgen Kruse; Rolle: Eleonore. Schauspiel Frankfurt/M.
- Nikolaj Wassiljewitsch Gogol

- Der Revisor. Regie: Hans Hollmann; Rolle: Márja. Schauspiel Frankfurt/M.
- Maxim Gorki

- Wassa Schelesnowa. Regie: Peter Eschberg; Rolle: Rachel. Schauspiel Frankfurt/M.
- Henrik Ibsen

- Ein Volksfeind. Regie: Frank Castorf; Rolle: Nora. Städt. Theater Karl-Marx-Stadt., Volksbühne Berlin
- Ein Volksfeind. Regie: Lars-Ole Walburg; Rolle: Kathrin Stockmann. Theater Basel.  (Theatertreffen Berlin)
- Elfriede Jelinek

- Krankheit oder Moderne Frauen. Regie: Anselm Weber; Rolle: Sie. Schauspiel Frankfurt/M.
- Michel Houellebecq

- Elementarteilchen. Regie: Albrecht Hirche; Rolle: Christiane. Theater Basel
- Niklaus Helbling

- King Placebo. Regie: Niklaus Helbling; Rolle: Nancy. Theater Basel
- Irmgard Keun

- Das kunstseidene Mädchen. Regie: Volker Kühn; Rolle: Doris. Renaissance-Theater Berlin
- Karl Kraus

- Die letzten Tage der Menschheit. Regie: Peter Eschberg; Rolle: Elfriede Ritter. Schauspiel Frankfurt/M.
- Volker Kühn

- Das Wunderkind. Regie: Volker Kühn; Rolle: Lieschen Puderbach. Schauspiel Frankfurt/M., Bar jeder Vernunft, Berlin.
- Da ham wir den Salat. Regie: Volker Kühn; Rolle: Kathy. Vagantenbühne, Berlin
- Heiner Müller

- Der Bau. Regie: Frank Castorf; Rolle: Schlee. Städt. Theater Karl-Marx-Stadt, Experimenta Frankfurt/M.,
- Anatomie Titus Fall of Rome. Regie: Wolfgang Engel; Rolle: Lavinia. Staatsschauspiel Dresden
- Horst Pillau

- Zille. Regie: Klaus Gendries; Rolle: u. a. Lutschliese. Theater am Kurfürstendamm, Berlin
- Harold Pinter

- Heimkehr. Regie: Hans Falár; Rolle: Ruth. Schauspiel Frankfurt/M.
- Alte Zeiten. Regie: Hans Falár; Rolle: Kate. Schauspiel Frankfurt/M.
- Andrej Platonow

- Leierkasten. Regie: Irmgard Lange; Rolle: Sie. Städt. Theater Karl-Marx-Stadt
- Friedrich Schiller

- Don Carlos. Regie: Wolfgang Engel; Rolle: Eboli. Schauspiel Frankfurt/M.
- Die Jungfrau von Orleans. Regie: Anselm Weber; Rolle: Agnes Sorel. Schauspiel Frankfurt/M.
- William Shakespeare

- Romeo und Julia. Regie: Irmgard Lange; Rolle: Julia. Städt. Theater Karl-Marx-Stadt
- König Lear. Regie: Peter Eschberg; Rolle: Regan. Schauspiel Frankfurt/M.
- Sommernachtstraum. Regie: Peter Eschberg; Rolle: Helena. Schauspiel Frankfurt/M.
- Was ihr wollt. Regie: Amélie Niermeyer; Rolle: Maria. Schauspiel Frankfurt/M.
- Die lustigen Weiber von Windsor. Regie: Karl Welunschek; Rolle: Mrs. Ford. Schauspiel Frankfurt/M.
- Der Kaufmann von Venedig. Regie: Wolfgang Engel; Rolle: Jessica. Schauspiel Frankfurt/M.
- Sophokles

- Antigone. Regie: Anselm Weber; Rolle: Ismene. Schauspiel Frankfurt/M.
- Carl Sternheim

- Die Hose. Regie: Hans Hollmann; Rolle: Gertrud Deuter. Schauspiel Frankfurt/M.
- Botho Strauß

- Das Gleichgewicht. Regie: Jens Schmiedl; Rolle: Marianne Abel. Schauspiel Frankfurt/M.
- Johann Strauss

- Die Fledermaus. Regie: Thomas Schulte-Michels; Rolle: Rosalinde. Schauspiel Frankfurt/M.
- Die Fledermaus. Regie: Frank Castorf; Rolle: Rosalinde. Deutsches Schauspielhaus Hamburg, Volksbühne Berlin, Theatertreffen Stockholm
- Anton Pawlowitsch Tschechow

- Drei Schwestern. Regie: Irmgard Lange; Rolle: Irina. Städt. Theater Karl-Marx-Stadt.
- Die Möwe. Regie: Albrecht Hirche; Rolle: Arkadina. Theater Basel
- Frank Wedekind

- Der Kammersänger. Regie: Matthias Tiefenbacher; Doppelrolle: Helene, Verehrerin. Schauspiel Frankfurt/M.
- Franz Wittenbrink

- Sekretärinnen. Regie: Günther Gerstner; Rolle: Die Schwangere. Schillertheater Berlin

#### Theater-Revuen
- Wir Hinterbliebenen. Die Stunde Null im zerstörten Deutschland. (Zusammen mit Dorothee Hartinger, Wolfgang Gorks und Christoph Hohmann; Regie: Volker Kühn) Schauspiel Frankfurt/M. 1995
- Wie ungerecht ! Wie ungerecht !!. Tucholsky-Texte und Hollaender-Lieder. (Zusammen mit Jürgen Holtz; Zusammenstellung und Leitung: Volker Kühn) Deutsches Theater Berlin 1997
- Der verrückte Salon. Eine musikalische Revue. (Zusammen mit Judy Winter, Boris Aljinovic, Adam Benzwi, Ralf Wolter, Schall und Hauch, Uli Scherbel; Zusammenstellung und Regie: Volker Kühn) Renaissance-Theater, Berlin 1999, 2000
- … und Rudi macht Musik dazu. Eine kleine Nelson-Revue von Volker Kühn. (Zusammen mit Barbara Schnitzler und Uwe Kroschwald; Regie: Volker Kühn) Akademie der Künste, Berlin 1999, 2001
- Totentanz. Texte und Lieder, Conferencen und Chansons verfolgter Kabarettisten. (Zusammen mit Wolfgang Gorks und Peter Lerchbaumer; Zusammenstellung und Regie: Volker Kühn) Schauspiel Frankfurt/M. 2000
- Das gab's nur einmal …. Eine kleine Werner-Richard-Heymann-Revue. (Zusammen mit Cathlen Gawlich, Cusch Jung und Matthias Günther; Zusammenstellung und Regie: Volker Kühn) Akademie der Künste, Berlin 2000, 2001
- Weiter gilt: Der Feind steht rechts!. Texte und Songs von Kurt Tucholsky, Walter Mehring, Erich Kästner, Bertolt Brecht u. a. (Zusammen mit Gisela May, Robert Gallinowski und Dieter Mann; Zusammenstellung und Leitung: Volker Kühn) Deutsches Theater Berlin 2001
- ...und wo hab ick Murmeln jespielt?. Vom Heimweh des Schauspielers Paul Graetz. (Zusammen mit Robert Gallinowski; Am Klavier: Uwe Hilprecht) Akademie der Künste, Berlin 2002
- Der Spuk ist aus. Abgesang auf vergangene Zeiten. Eine Theater-Collage von Volker Kühn. (Zusammen mit Gisela May, Wolfgang Häntsch und Götz Schulte; Regie: Volker Kühn) Comédie de Béthune, Frankreich 2002
- Gu'n Tag, du Metropole!. Kurt Tucholsky und sein Berlin in Texten und Liedern. (Zusammen mit Robert Gallinowski und Udo Kroschwald; Zusammenstellung und Leitung: Volker Kühn) Deutsches Theater Berlin 2003
- Eisler meets Tucholsky. Songs, Lieder, Chansons. Zusammen mit Gisela May, Margit Bendokat, Katrin Klein, Barbara Ferun, Kathrin Wehlisch, Gábor Biedermann, Rainer Basedow, Holger Daemgen, Wolfgang Häntsch, Udo Kroschwald, Maxim Mehmet, Ilja Richter, Peter Siche, Bernd Stempel, Peter Wittmann; Zusammenstellung und Leitung: Volker Kühn. Deutsches Theater Berlin 2005
- Zores haben wir genug – Gelächter am Abgrund. Kabarettistisches im Jüdischen Kulturbund mit Judy Winter, Katherina Lange, Barbara Ferun und Ilja Richter. Zusammenstellung und Regie: Volker Kühn. Berliner Jüdische Kulturtage 2006
- Fisch sucht Angel oder Die im Bett hat immer recht. Katherina Lange und Walter Plathe plündern Tuchos Beziehungskiste. Regie: Volker Kühn. Akademie der Künste, Berlin / Theater am Kurfürstendamm / Tournee, 2010/2012
- Schlag nach bei Neumann. Günter Neumann und seine Chansons mit Katherina Lange, Franziska Troegner, Ilja Richter und Volker Kühn. Akademie der Künste Berlin, 2011
- Komiker aus Versehen. Ein Theaterabend um Theo Lingen von Tilmann v. Blomberg mit Ilja Richter, Katherina Lange u. a. Regie: Ulf Dietrich. Landgraf-Tournee, 2012

### Kinofilm
- 1988: In einem Atem
- Der letzte Mann von Retzow. Regie: Henrik Stampe. (Kurzfilm)

### Musikfilm
- For Vincent. FESA/Freunde der italienischen Oper. Regie: R.J.K.K. Hänsch

### Fernsehen
- Kleiner Engel. Polizeiruf 110. Regie: Michael Knof

- Schleichendes Gift. Tatort. Regie: Uwe Janson

- Das Wunderkind. Regie: Volker Kühn

- Klassentreffen. Schwarz greift ein. Regie: Peter Weissflog

- Jugend ohne Gott. Regie: Michael Knof

- Dreigroschenoper. Regie: Hans Hollmann

- Die letzten Tage der Menschheit. Regie: Peter Eschberg

- Karl May. Regie: Klaus Überall

- Lise Meitner – Die Mutter der Atombombe. Titelrolle. Dokumentarfilm. Regie: Wolfgang von Truchsess

### Hörfunk
- Agnes. Titelrolle der Hörspiel-Serie, ca. 120 Folgen.  (Hessischer Rundfunk), ??

### CDs/LPs
- Hänsel und Gretel. Hörspielfassung nach dem Märchen der Gebrüder Grimm von Andrea Czesienski. Musik: Wolfram Bodag, Hermann Naehring, Regie: Werner Buhss. Zusammen mit Astrid Meyerfeldt (Hänsel), Katherina Lange (Gretel), Hermann Beyer (Vater), Dagmar Manzel (Mutter), Rolf Ludwig (Hexe), Gerry Wolff (Erzähler). Litera 865 448, LP 1989.[1]

- Das Wunderkind von Volker Kühn nach Friedrich Hollaenders Liedern eines armen Mädchens. Live-Mitschnitt der Aufführung am Schauspiel Frankfurt am Main. Bear Family Records BCD16025AH, CD 1996.

- Das gab's nur einmal. Eine kleine Werner Richard-Heymann-Revue von Volker Kühn. Zusammen mit Cusch Jung, Cathlen Gawlich und Matthias Günther sowie Jürgen Beyer (Klavier) und Torsten Scholz (Violine). Edition Berliner Musenkinder, duo-phon records 01 92 3, CD 2000.

- Die Entstehungsgeschichte der Dreigroschenoper. Hörcollage von Peter Eckhart Reichel mit Judy Winter (Erzählerin), Friedrich Schoenfelder (Erzähler), Sylvester Groth (Ernst Josef Aufricht), Katherina Lange (Lotte Lenja), Gunter Schoß (Elias Canetti), Thomas Pigor (Bertolt Brecht), Cora Frost (Carola Neher) u. a. Hörbuch. Edition Berliner Musenkinder, duo-phon records 07 02 3, CD 2003.

- Zores haben wir genug. Kabarettistisches im Jüdischen Kulturbund. Hörbild von Volker Kühn mit Judy Winter, Katherina Lange, Cathlen Gawlich und Ilja Richter. Edition Berliner Musenkinder, duo-phon records 07083, CD 2005.